# Buč
Buč este o localitate din comuna Kamnik, Slovenia, cu o populație de 184 de locuitori.